# Hemerobius discretus
Hemerobius discretus is een insect uit de familie van de bruine gaasvliegen (Hemerobiidae), die tot de orde netvleugeligen (Neuroptera) behoort. 
Hemerobius discretus is voor het eerst wetenschappelijk beschreven door Navás in 1917.